# Gianfranco Corsini
Gianfranco Corsini (Brisighella, 24 gennaio 1921 – Hiroshima, 23 luglio 2010) è stato un giornalista italiano.

## Biografia
Dopo aver insegnato letteratura nordamericana all'Università di Salerno, nel 1965 si
trasferisce negli Stati Uniti, come corrispondente di Rinascita. Successivamente è stato inviato all'estero per Paese Sera (ne ha diretto anche il supplemento Libri), L'Unità, Il manifesto. Come storico e critico letterario ha curato o tradotto saggi di autori come Charles Dickens, James Joyce, Gore Vidal, George F. Kennan, e ha scritto saggi su riviste come "La critica sociologica", "Belfagor", "L'indice dei libri del mese". Nel film Paisà interpreta il ruolo del partigiano (Marco) .

## Opere principali
- America allo specchio, Bari, Laterza, 1960
- La grande crisi americana: dalla guerra del Vietnam allo scandalo Watergate, prefazione di Franco Ferrarotti, Roma, Il rinnovamento, 1974
- storia degli indiani del nord-america, presso g.d'aannaa, firenze 1974
- L' istituzione letteraria, Napoli, Liguori, 1974
- America, duecento anni dopo, prefazione di Gore Vidal, Roma, Editori Riuniti, 1975